# 나게하형 가솔린 동차
나게하형 가솔린 동차는 1928년부터 일본 등지에서 제작되어 운행되었으며 대한민국으로도 도입된 3등 협궤 가솔린 동차다. 1965년 이후에 협궤 동차로 대체되며 한국에서는 전량 폐차되었으나 일본 현지에서는 이와 유사한 차량 1량이 동태보존되어 있다.

## 개요
나게하1형 차량으로서 동해중부선에서 운행하기 위하여 니혼샤료로부터 1928년에 5량이, 1929년에 2량이 도입되었다. 정원 30명의 소형 차량으로, 기관은 포드형 33마력을 사용하였으며, 주행 성능이 자동차와 유사하였다. 1928년 도입분에는 6V 짜리 발전기와 축전지를, 1929년 도입분에는 24V 짜리 차축발전기를 채용하였다.
이후 조선총독부 철도국에서는 도시 근교를 운행하기에는 동차형 차량이 최적이라고 판단하여, 유사한 차량을 추가로 도입하게 되었는데, 이것이 나게하2형 차량이다. 1930년에 경성공장에서 4량, 1931년에 2량이 추가로 제작되었다. 6기통에 62마력의 가솔린, 치차 변속식 기관을 갖춘 45인승 차량이었다.
도입 연혁은 아래와 같다.
- 1928년: 니혼샤료에서 5량 제작
- 1929년: 니혼샤료에서 2량 제작
- 1930년 12월: 경성공장에서 4량 제작 (차량번호 11~14 호)
- 1931년 12월: 경성공장에서 2량 제작 (차량번호 15~16 호)
- 1965년 이후: 협궤 동차로 모두 대체

## 도색
도입 초기의 도색은 명확하지 않다. 다만 1960년대 촬영된 컬러 사진에 의하면 협궤 동차의 초기 도색과 유사한 녹색 도색이었던 것으로 추정된다.